# Wadim Gulajew
Wadim Władimirowicz Gulajew, ros. Вадим Владимирович Гуляев (ur. 5 lutego 1941 w Moskwie, zm. 12 grudnia 1998 tamże) – radziecki piłkarz wodny. Dwukrotny medalista olimpijski.
Brał udział w dwóch igrzyskach (IO 68, IO 72), na obu zdobywał medale. W 1968 reprezentanci ZSRR zajęli drugie miejsce, cztery lata później triumfowali. Dwukrotnie był złotym medalistą mistrzostw Europy (1966, 1970).